# Konstanty Prożogo
Konstanty Prożogo (ur. 21 listopada 1922 w kolonii Kulik, woj. nowogródzkie, zm. 9 czerwca 2008 w Chełmie) – regionalista chełmski, historyk, krajoznawca, opiekun zabytków, popularyzator turystyki, publicysta.

## Życiorys
Ukończył 7-klasową szkołę powszechną w Pogorzelcach (1937), następnie uczęszczał do szkoły budowlano-drogowej w Baranowiczach (do grudnia 1939). W 1957 r. ukończył w Chełmie liceum ogólnokształcące dla pracujących, 1966 4-letnie Zawodowe Studium Administracyjne na Wydziale Prawa UMCS w Lublinie, 1971 Wydział Prawa Uniwersytetu Warszawskiego.
Od 1943 r. żołnierz Armii Krajowej w placówce Niedźwiedzice w powiecie baranowickim. Po rozbrojeniu oddziałów AK odmówił wcielenia do Armii Czerwonej. Od 1.10.1944 w szeregach Wojska Polskiego (36. Pułk Piechoty stacjonujący w Siedlcach na Podlasiu). Ukończył Oficerską Szkołę Piechoty w Lublinie, w r. 1945 został dowódcą plutonu podchorążych w Oficerskiej Szkole Piechoty w Lublinie i Gryficach, później przydzielony jako kierownik sekcji operacyjnej do Wojsk Ochrony Pogranicza w Chełmie, awansowany do stopnia porucznika. Za współpracę z placówką Wolność i Niepodległość w Uchaniach został 6.6.1947 wraz z późniejszą żoną Jadwigą aresztowany i skazany na 15 lat więzienia, z którego został zwolniony 21 stycznia 1955. W lipcu 1992 został zrehabilitowany, przywrócono mu stopień oficerski i odznaczenia, awansowano do stopnia kapitana.
W latach 1955–1986 był referentem, inspektorem, naczelnikiem Wydziału Nadzoru Ubezpieczeń Społecznych PZU w Chełmie. W 1986 przeszedł na emeryturę.

## Formy działalności społecznej
Prowadził aktywną działalność społeczną, piastując kierownicze funkcje m.in. w Stowarzyszeniu Miłośników Ziemi Chełmskiej (od 1961 r.), w Polskim Towarzystwie Turystyczno-Krajoznawczym, w Towarzystwie Opieki nad Zabytkami. Był m.in. członkiem Ligi Ochrony Przyrody, Polskiego Towarzystwa Archeologicznego i Numizmatycznego Oddział Lublin, Światowego Związku Żołnierzy Armii Krajowej, Wojewódzkiej Rady Kombatantów i Osób Represjonowanych, Grupy Literackiej „Pryzmaty” w Chełmie (1981–93). Od 1983 należał do Stowarzyszenia Autorów Polskich.
Od 1946 gromadził materiały archiwalne dotyczące krajoznawstwa, numizmatyki, medalierstwa, heraldyki oraz osób i wydarzeń związanych z dziejami Chełmszczyzny. Gromadził książki z zakresu historii, historii sztuki, historii literatury. W wolnych chwilach rzeźbił w drewnie i korze. Jako popularyzator wiedzy o regionie chełmskim inicjował akcje zmierzające do ochrony, restaurowania niektórych zabytków Chełma. Był inicjatorem wydawania w Chełmie od 1969 medali pamiątkowych związanych tematycznie z historyczną i współczesną ziemią chełmską. Wprawdzie autorami projektów byli znani polscy medalierzy, to jednak właśnie Konstanty Prożogo sugerował tematykę kolejnych medali, przygotowywał dokumentację historyczną, proponował konkretne rozwiązania ikonograficzne. Autor 24 projektów sztandarów, m.in. dla I i II Liceum, Rady Miejskiej w Chełmie, kilkudziesięciu odznak okolicznościowych (turystycznych, kulturalnych itp.), ponadto kilkudziesięciu proporczyków, plakietek dla instytucji, szkół, placówek kulturalnych z terenu Chełma. Był społecznym opiekunem zabytków, instruktorem krajoznawstwa regionu chełmskiego, przewodnikiem turystycznym, strażnikiem ochrony przyrody.

## Publikacje

### Przewodniki turystyczne
- Chełm i okolice (1981)
- Województwo chełmskie (1983)
- Zabytki województwa chełmskiego (1983)
- Chełm. Przewodnik (1993)[6]

### Informatory
- Krasnystaw i okolice (1980)
- Włodawa i okolice (1980)
- Dubienka i okolice (1982)
- Wojsławice i okolice (1982)
- Rejowiec i okolice (1982)
- Chełm. Urząd Miasta (1988)
- Chełm. Miasto PKWN (1997)[6]

Foldery: Chełm, Wola Uhruska, Krasnystaw, Włodawa itd.
Broszury (m.in.): Katalog chełmskich odznak turystycznych (1985); Rezerwaty, pomniki przyrody, parki województwa chełmskiego (1988).
Opracowania (m.in.): Stanisław Staszic. Patron Zespołu Szkół Zawodowych nr 5 w Chełmie (1989); Medale chełmskie 1983 – 1996 (1997); Patroni ulic Chełma (1997).
Pozostawił w maszynopisie 144 artykuły i siedem pozycji zwartych, w tym szkice monograficzne gmin: Dorohusk, Dubienka, Wola Uhruska.
Chełmski regionalista Zbigniew Lubaszewski w swoim artykule z 2013 podaje, że Prożogo miał na swym koncie „350 publikacji prasowych o różnorodnej problematyce”.

## Nagrody i odznaczenia
Srebrny Krzyż Zasługi (1946), Krzyż Kawalerski Orderu Odrodzenia Polski (1986), Krzyż Armii Krajowej (1993), medale: „Za Wybitne Zasługi w Krzewieniu Krajoznawstwa” (1980), srebrny „Za Zasługi dla Obronności Kraju” (1983), odznaki: Grunwaldzka (1946), srebrna (1977) i złota (1980) PTTK, „Zasłużony dla Miasta Chełma” (1985), „Za Zasługi dla Województwa Chełmskiego” (1986), Akcja „Burza” (1994), Weterana Walk o Niepodległość (1995), Polskiego Towarzystwa Numizmatycznego (1996), nagrody: indywidualna III stopnia Przewodniczącego Głównego Komitetu Turystyki im. Zygmunta Klukowskiego (1994) i wiele innych.
Zbigniew Lubaszewski w roku 2009 napisał o nim:

Konstanty Prożogo dzięki ogromnej pracy w gromadzeniu i popularyzacji wiedzy o Chełmie i regionie, stał się jednym z najbardziej znanych regionalistów, wymienianych obok tak zasłużonych postaci jak K. Janczykowski, St. Skibiński i A. Piwowarczyk.